# Johann Werner (Orgelbauer)
Johann Werner († etwa nach 1660) war ein Orgelbauer aus Elbing in Preußen.

## Leben
Johann Werner war möglicherweise ein Sohn des Orgelbauers Peter Werner aus Leipzig und ein Bruder des Orgelbauers Andreas Werner. Er wurde um 1630 erstmals genannt. Er baute Orgeln in einigen Kirchen in Polnisch-Preußen und im Herzogtum Preußen, von denen heute keine mehr erhalten ist.

## Werkliste (Auswahl)
- Elbing, St. Marien, 1641–43, 31 Register[1][2]
- Balga, Kirche, Positiv, 1642
- Elbing, Heilig-Geist-Kirche, 1645
- Bartenstein, Stadtkirche, 1649/1653, 36 Register, bis 1945 erhalten[3]
- Marienfelde bei Königsberg, Kirche, 1652
- Lichtenhagen bei Elbing, Kirche, um 1660, später in Pomehrendorf, Kirche